# Michael Ansara
Michael Ansara (n. 15 aprilie 1922, Siria – d. 31 iulie 2013, Calabasas, California, SUA) a fost un actor american de film, de origine siriană.

## Filmografie selectivă
- Action in Arabia (1944)
- Intrigue (1947)
- The Desert Film (1950)
- Only the Valiant (1950)
- Kim (1950)
- Soldiers Three (1951)
- My Favorite Spy (1951)
- Hill Number One (1951)
- Bannerline (1951)
- Yankee Buccaneer (1952)
- The Lawless Breed (1952)
- The Golden Hawk (1952)
- Diplomatic Courier (1952)
- Brave Warrior (1952)
- White Witch Doctor (1953)
- The Robe (1953)
- The Dimond Queen (1953)
- The Bandits of Corsica (1953)
- Slaves of Babylon (1953)
- Serpent of the Nile (1953)
- Road to Bali (1953)
- Julius Caesar (1953)
- Three Young Texans (1954)
- The Saracen Blade (1954)
- The Egyptian (1954)
- Sign of the Pagan (1954)
- Princess of the Nile (1954)
- Dragnet: The Big Rod (1954)
- Bengal Brigade (1954)
- New Orleans Uncensored (1955)
- Jupiter's Darling (1955)
- Diane (1955)
- Abbot and Costello Meet the Mummy (1955)
- The Ten Commandments (1956)
- The Lone Ranger (1956)
- Pillars of the Sky (1956)
- Gun Brothers (1956)
- Alfred Hitchcock Presents: The Orderly World of Mr. Appleby (1956)
- Alfred Hitchcock Presents: The Baby Sitter (1956)
- Alfred Hitchcock Presents: Shopping for Death (1956)
- Broken Arrow (1956-1958)
- The Tall Stranger (1957)
- The Sad Sack (1957)
- Quantez (1957)
- Last of the Badmen (1957)
- Law of the Plainsman (1959-1960)
- Voyage to the Bottom of the Sea (1961)
- The Untouchables: The Jamaica Ginger Story (1961)
- The Untouchables" Nicky (1961)
- The Comancheros (1961)
- Voyage to the Bottom of the Sea: Hot Line (1964)
- The Outer Limits: The Mice (1964)
- The Outer Limits: Soldier (1964)
- Quick, Let's Get Married (1964)
- Perry Mason: The Case of the Antic Angel (1964)
- The Greatest Story Ever Told (1965)
- Harum Scrum (1965)
- Branded: The Bounty (1965)
- Texas Across the River (1966)
- Lost in Space: The Challenge (1966)
- I Dream of Jeannie: Happy Anniversary (1966)
- Bewitched: A Most Unusual Wood Nymph (1966)
- ...And Now Miguel (1966)
- Star Trek (1966-1969)
- The Fugitive: The Savage Street (1967)
- The Pink Jungle (1968)
- The Destructors (1968)
- Star Trek: Day of the Dove (1968)
- Sol Madrid (1968)
- I Dream of Jeannie: The Battle of Waikiki (1968)
- Daring Game (1968)
- Target: Harry (1969)
- I Dream of Jeannie: My Sister, the Homewreker (1969)
- Guns of the Magnificent Seven (1969)
- The Phynx (1970)
- Powderkeg (1970)
- I Dream Jeannie: One Jeannie Beats Four of a Kind (1970)
- The Streets of San Francisco: The Year of the Locusts (1972)
- Stand up and Be Counted (1972)
- Dear Dead Delilah (1972)
- The Doll Squad (1973)
- Ordeal (1973)
- Mission: Impossible: The Western (1973)
- Call to Danger (1973)
- The Bears and I (1974)
- The Barbary Coast (1974)
- It's Alive (1974)
- The Rockford Files: Joey Blues Eyes (1976)
- The Message (1976)
- Kojack: Justice Deferred (1976)
- Mission to Glory: A True Story (1977)
- Day of the Animals (1977)
- The Manitou (1978)
- Centennial (1978)
- The Story of Esther (1979)
- Buck Rogers in the 25th Century (1979-1981)
- The Guns and the Fury (1983)
- Guns & Fury (1983)
- The Fantastic World of D.C. Collins (1984)
- Reading Rainbow: Gift of the Sacred Dog (1984)
- Access Code (1984)
- Knights of the City (1985)
- Hunter: Rape and Revenge, Part 2 (1985)
- Rambo: Animated Series (1986)
- KGB: The Secret War (1986)
- Bayou Romance (1986)
- Assassination (1987)
- Murder, She Wrote: The Last Flight of the Dixie Damsel (1988)
- Border Shootout (1990)
- Batman: The Animated Series (1992-1995)
- Reading Rainbow: And Still the Turtle Watched (1993)
- Star Trek: Deep Space Nine: Blood Oath (1994)
- Babylon 5: The Geometry of Shadows (1994)
- Star Trek: Voyager: Flashback (1996)
- Star Trek: Deep Space Nine: The Muse (1996)
- Johnny Mysto Boy Wizard (1996)
- Batman & Mr. Freeze: SubZero (1998)
- The Long Road Home (1999)
- Batman Beyond: Meltdown (1999)
- Batman Beyond: The Movie (1999)
- Batman Beyond (1999-2001)
- The Exchange (2000)